# 科諾鎮區 (愛荷華州布坎南縣)
科諾鎮區（英語：Cono Township）是位於美國愛荷華州布坎南縣的一個行政鎮區。

## 地方資料
根據2010年美國人口普查的數據，科諾鎮區的面積為93.17平方千米，當中陸地面積為91.91平方千米，而水域面積為1.26平方千米。當地共有人口420人，而人口密度為每平方千米4.51人。